# Patrick Vollrath
Patrick Vollrath é um cineasta alemão. Como reconhecimento, foi nomeado ao Oscar 2016 na categoria de Melhor Curta-metragem por Alles wird gut.